# Ferdinand Maximilian Germann
Ferdinand Maximilian Germann (* 23. Januar 1823 in Schmiedeberg; † 20. Dezember 1881 in Schweta) war ein deutscher evangelisch-lutherischer Pfarrer und Autor, der vor allem durch seine Forschungen zu Lucas Cranach bekannt wurde.

## Leben und Wirken
Germann wurde im sächsischen Osterzgebirge geboren. Nach dem Besuch der Schule und einer theologischen Ausbildung wurde Germann 1853 Pfarrer in  Reuth mit Stelzen im Vogtland. 1859 wechselte er als Pfarrer nach Pretzschendorf und ab 1875 war Germann Pfarrer in Schweta.
Seit 1854 war er verheiratet mit Therese geborene Güntz aus Dresden. In Schweta kam 1861 ihr Sohn Johann Aegidus Germann zur Welt.

## Publikationen (Auswahl)
- Lucas Cranach der Aeltere, der Maler der Reformation. Eine biographische Skizze. Wittenberg, 1872.
- Die Cranach-Feier 1872. Beschreibung der im Jahre 1872 in Weimar und anderen Ländern zu Ehren der 4. Säcularfeier des Geburtsjahres Lucas Cranach’s des Aeltern veranstalteten Jubelfeier. Dresden, 1872.
- Deutsches Universitätsstudium im Mittelalter. In: Sächsischen Kirchen- und Schulblatt, Leipzig, Ausgabe vom 25. Mai und vom 1. Juni 1876, Sp. 167–172 und Sp. 173–183.
- Die 1. Chronik von Reuth [...] mit Fortführung der Häuserchronik bis 2009. Erweiterter Herausgabe durch Kirchgemeinde Reuth, 2009 Digitalisat (PDF, abgerufen am 5. Februar 2022)